# Miklavž na Dravskem polju
Miklavž na Dravskem polju est une commune du nord-est de la Slovénie située dans la région de la Basse-Styrie.

## Géographie
La commune est située sur la rive occidentale de la rivière Drave au sud-est de la ville importante de Maribor. Elle est proche de la région vallonnée et viticole du Slovenske Gorice.

## Histoire
Miklavž na Dravskem polju est mentionnée pour la première fois dans un document de 1202.

## Démographie
Entre 1999 et 2021, la population de la commune de Miklavž na Dravskem polju a légèrement augmenté pour atteindre près de 7 000 habitants,.
Évolution démographique
| 1999  | 2000  | 2001  | 2002  | 2003  | 2004  | 2005  | 2006  | 2007  |
| ----- | ----- | ----- | ----- | ----- | ----- | ----- | ----- | ----- |
| 5 721 | 5 746 | 5 842 | 5 970 | 6 009 | 6 049 | 6 110 | 6 158 | 6 244 |
| 2008  | 2009  | 2010  | 2011  | 2012  | 2013  | 2014  | 2015  | 2016  |
| 6 275 | 6 240 | 6 290 | 6 268 | 6 379 | 6 402 | 6 437 | 6 460 | 6 525 |
| 2017  | 2018  | 2019  | 2020  | 2021  |       |       |       |       |
| 6 556 | 6 553 | 6 744 | 6 929 | 6 996 |       |       |       |       |